# Réserve indienne de Fort Peck
La réserve indienne de Fort Peck est située dans le Montana, aux États-Unis. Sa population est de 10 262 habitants selon l'American Community Survey, une étude réalisée par le Bureau du recensement des États-Unis. Elle s’étend sur quatre comtés : Daniels, Roosevelt, Sheridan et Valley. Sa superficie est de 8 519,480 km2. En superficie, c’est la neuvième réserve indienne du pays.

## Démographie
| Groupe            | Fort Peck | Montana | États-Unis |
| ----------------- | --------- | ------- | ---------- |
| Amérindiens       | 67,1      | 2,3     | 0,9        |
| Blancs            | 29,2      | 93,3    | 72,4       |
| Métis             | 2,8       | 2,5     | 2,9        |
| Autres            | 0,9       | 1,9     | 23,8       |
| Total             | 100       | 100     | 100        |
|                   |           |         |            |
| Latino-Américains | 1,2       | 2,9     | 16,7       |

## Localités
- Brockton
- Frazer
- Lustre
- Poplar
- Reserve
- Wolf Point
- Fort Kipp
- Oswego

La réserve abrite les Assiniboines et les Sioux.